# Paläophysiologie
Die Paläophysiologie ist eine hoch spezialisierte Forschungsrichtung der Paläontologie. Sie beschäftigt sich mit den biochemischen und biophysikalischen Prozessen ausgestorbener Lebensformen. Als ihr Begründer gilt Baron Franz von Nopcsa mit seinen Studien über fossile Reptilien.